# Crotta
La crotta (pron. /ˈkrɔtːa/; chrotta in latino, termine di origini celtica) è uno strumento musicale medioevale a corde, inizialmente a pizzico, quindi ad arco, nato nel Galles intorno al VII secolo, ma diffuso in tutta l'Europa settentrionale, e usato nella musica celtica.
Il nome originario era crwth, nome derivato dal gallese. Il nome tradizionale inglese, poco usato oggi, è crowd o crouth. Il cognome inglese Crowder o Crowther originariamente significava appunto suonatore di crwth. Il nome irlandese è cruit.
È conosciuto anche con il nome di rotta o rote o rota.
È a forma di lira, è di piccole dimensioni e, talvolta, è anche dotato di tastiera. La tradizionale crwth gallese monta quasi sempre sei corde di cui una o due, le drone strings ("bordoni"), non sono tastate perché corrono al di fuori della tastiera stessa, trasversalmente alla cassa.
Lo strumento, che era costruito in legno di sicomoro, emetteva suono flebile e melodioso.